# Pure Moore
Pure Moore ist eine von dem Künstler Fritz Balthaus entworfene Bronzeplastik. Die moderne Plastik nimmt Bezug zu der Bronzeskulptur Reclining Figure, welche von Henry Moore 1969/70 erschaffen und am 15. Dezember 2005 im Skulpturengarten Henry Moore Sculpture Perry Green in Hertfordshire Gegenstand eines Kunstraubs durch Diebstahl wurde.
Pure Moore ging aus einem vom Bundesamt für Bauwesen und Raumordnung 2008 ausgeschriebenen Kunst-am-Bau-Wettbewerb für das vom Bundeskriminalamt genutzte Kasernengelände Am Treptower Park in Berlin-Treptow hervor. Das Kunstwerk wurde am 2. Dezember 2010 eingeweiht und befindet sich in der Nordecke des ehemaligen Exerzierplatzes. Eine Besichtigung ist nicht möglich, auch vom öffentlichen Straßenraum ist das Kunstwerk nicht einsehbar.

## Entstehungsgeschichte

### Gestaltungswettbewerb
Für die künstlerische Gestaltung sollte eine Skulptur oder Bodenarbeit in Frage kommen. Die künstlerische Arbeit sollte nachhaltig sein, was bedeutet, dass das Material oder die Materialien so zu wählen waren, dass Folge- und Instandhaltungskosten möglichst niedrig sind und ein Bestand der künstlerischen Arbeit gewährleistet ist.
Der Wettbewerb wurde als beschränkter Architekturwettbewerb am 5. Dezember 2008 ausgelobt. Von einem Auswahlgremium wurden die Künstler Klaus Schmitt aus Mönchengladbach, Rupprecht Matthies (Hamburg), Hellmut Bruch (Hall in Tirol) und aus Berlin die Künstlerinnen Ruth Baumann, Heike Gallmeier, Sabine Hornig und Künstler Fritz Balthaus sowie die Künstlergruppe Inges Idee eingeladen. Die Abgabe der Arbeiten erfolgte anonym drei Monate später am 9. März 2009.

### Preisgericht
Die Wettbewerbsjury teilte sich in Fach- und Sachpreisrichter sowie Sachverständige ein. Zu den stimmberechtigten Fachpreisrichtern gehörte die Leiterin der Staatlichen Kunsthalle Baden-Baden Karola Kraus, die auch gleichzeitig den Vorsitz hatte. Die Berliner Künstlerin Dani Jakob und Künstler Raimund Kummer, ebenfalls aus Berlin, vervollständigten den stimmberechtigten Fachpreisrichterkreis, als Stellvertreter stand der Leipziger Künstler Philipp Fritzsche zur Verfügung.
Zu den stimmberechtigten Sachpreisrichtern zählten der Abteilungspräsident ZV im Bundeskriminalamt aus Wiesbaden sowie der Präsident der Bundesamt für Bauwesen und Raumordnung (BBR) Florian Mausbach. Deren Stellvertreter waren der Abteilungspräsident SG im BKA in Berlin sowie die damalige Abteilungsleiterin VI des BBR Rita Ruoff-Breuer.
Jeweils ein Sachverständiger von „Eckert + Stadelmeier Architekten“ und dem Landesdenkmalamt Berlin vervollständigten die Runde.

### Empfehlung des Preisgerichts
Das Preisgericht hat am 20. März 2009 die bis dahin anonyme Arbeit 1060 zur Realisierung empfohlen. Das Preisgericht gab anschließend dem Preisträger Hinweise, die Arbeit in enger Abstimmung mit dem Bundeskriminalamt und dem Bundesamt für Bauwesen und Raumordnung zur Ausführungsreife weiterzuentwickeln:
1. Die Wirkung hinsichtlich der Proportion der Skulptur an dem Standort soll an einem Arbeitsmodell überprüft werden.
2. In dem Zusammenhang soll die Proportion und Maßstäblichkeit des vorgeschlagenen Sockels überprüft werden in Bezug auf die Skulptur „reclining figure“ von Henry Moore.
3. Der Bezug zum Hintergrund der Geschichte und der Beziehung zwischen der Skulptur „reclining figure“ und der Skulptur „Pure Moore“ (gleiches Material, gleiches Gewicht) soll vor Ort – beispielsweise durch Schrift und / oder Symbol – verdeutlicht werden.
4. Das vom Künstler vorgeschlagene Kommunikationskonzept ist im Dialog mit dem Bundeskriminalamt zu konkretisieren.

### Beurteilung

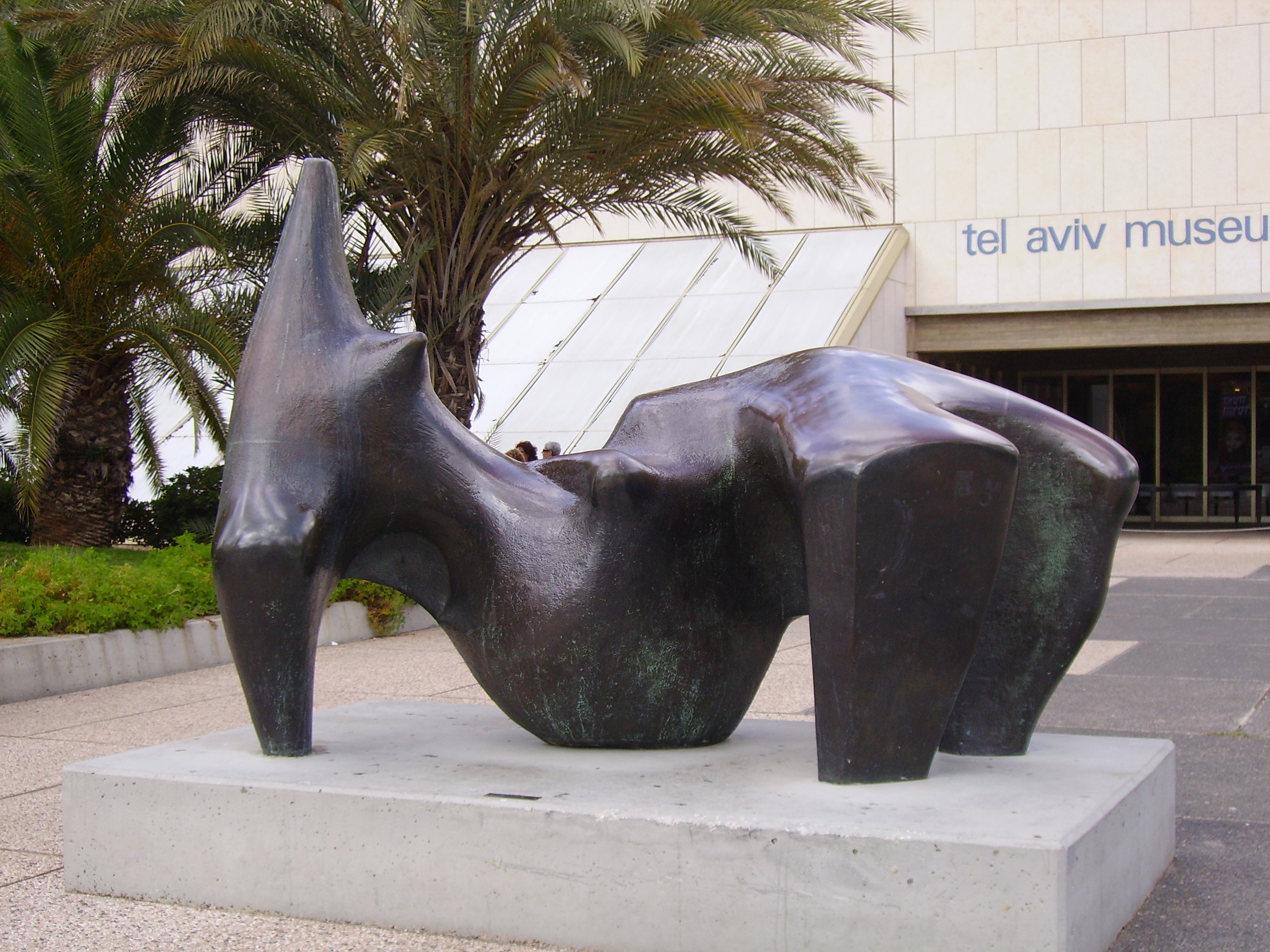
Inspirationsgeber ist diese von Henry Moore gestaltete Plastik „Reclining Figure“, welche gestohlen wurde.

„Das Preisgericht lobt einhellig die überzeugende Idee der Skulptur „PURE MOORE– reclining figure“. Die Thematisierung vom Entwerten der Kunst durch eine kriminelle Handlung beinhaltet einen eindeutigen Bezug zum BKA und birgt gleichzeitig ein interessantes, nicht auf den ersten Blick identifizierbares Geheimnis. Die zusätzliche Vermittlung durch ein Kommunikationskonzept wird ausdrücklich begrüßt. Nicht erschöpfend ausgearbeitet erscheint der Bezug zwischen der Geschichte – dem konzeptionellen Ausgangspunkt – und der realisierten Skulptur im Raum. Jedoch wird das Konzept als ausreichend tragfähig identifiziert, um es weiter zu verfolgen.“

## Denkmal-Beschreibung
Das Denkmal hat eine rechteckige Betonsockelfläche von 360 cm × 200 cm. Die Höhe des Sockels beträgt 45 cm. Auf der schwarzen Betonsockelfläche, die die gleiche Fläche wie die der gestohlenen Skulptur „Reclining Figure“ hat, wurden 221 Barren aus Bronze gestapelt. Die gestapelten Barren haben eine maximale Höhe von 32 cm, somit liegt die Gesamthöhe bei 77 cm. Jeder der Bronzebarren hat ein Gewicht von 9,5 Kilogramm, und es wurden damit ebenfalls wie beim Vorbild 2100 Kilogramm Bronze benötigt. Die Bronze wurde in der Berliner Bildgießerei Hermann Noack gegossen, die auch 1970 die Skulptur hergestellt hatte.